# UGC 9425
Arp 241 = UGC 9425, auch Segner´s Wheel genannt, ist ein interagierendes Galaxienpaar im Sternbild Bootes, welches rund 468 Millionen Lichtjahre von der Milchstraße entfernt ist. 
Halton Arp gliederte seinen Katalog ungewöhnlicher Galaxien nach rein morphologischen Kriterien in Gruppen. Diese Galaxie gehört zu der Klasse Galaxien mit Anzeichen für eine Aufspaltung.